# Bisbat de Khàrkiv-Zaporíjia
El bisbat de Khàrkiv- Zaporíjia (ucraïnès:  Харківсько-Запорізька дієцезія); llatí: Dioecesis Kharkiviensis-Zaporizhiensis) és una seu de l'Església catòlica als Ucraïna, sufragània de l'arquebisbat de Lviv.
Al 2019 tenia 48.430 batejats d'un total de 15.621.350 habitants. Actualment està regida pel bisbe Pavlo Hončaruk.

## Territori
La diòcesi comprèn els oblasts Donetsk, Khàrkiv, Dnipropetrovsk, Luhansk, Poltava, Sumi i Zaporíjia.
La seu episcopal és la ciutat de Khàrkiv, on es troba la catedral de Assumpció de Maria. A Zaporíjia es troba la cocatedral de Déu Pare Misericordiós.
El territori s'estén sobre 196.300 km² i està dividit en 54 parròquies, agrupades en 7 decanats.

## Història
La diòcesi va ser erigida el 4 de maig de 2002 en virtut de la butlla Ad plenius prospiciendum del papa Joan Pau II, prenent el territoris de les diòcesis de Kàmianets-Podilski i de Kíiv-Jitòmir.

## Cronologia episcopal
- Stanislaw Padewski, O.F.M.Cap. † (4 de maig de 2002 - 19 de març de 2009 jubilat)
- Marian Buczek (19 de març de 2009 - 12 d'abril de 2014 renuncià)
- Stanislav Šyrokoradjuk, O.F.M. (12 d'abril de 2014 - 2 de febrer de 2019 nomenat bisbe coadjutor de Odessa-Simferòpol)
- Pavlo Hončaruk, des del 6 de gener de 2020

## Estadístiques
A finals del 2019, la diòcesi tenia 48.430 batejats sobre una població de 15.621.350 persones, equivalent al 0,3% del total.
| any  | població | població   | població | sacerdots | sacerdots       | sacerdots       | sacerdots             | diàques | religiosos | religiosos | parroquies |
| ---- | -------- | ---------- | -------- | --------- | --------------- | --------------- | --------------------- | ------- | ---------- | ---------- | ---------- |
| any  | batejats | total      | %        | total     | clergat secular | clergat regular | batejats por sacerdot | diàques | homes      | dones      |            |
| 2003 | 60.000   | 19.082.600 | 0,3      | 31        | 9               | 22              | 1.935                 |         | 27         | 43         | 35         |
| 2004 | 70.000   | 19.082.100 | 0,4      | 30        | 6               | 24              | 2.333                 |         | 33         | 46         | 40         |
| 2006 | 61.200   | 19.561.190 | 0,3      | 40        | 8               | 32              | 1.530                 |         | 53         | 61         | 53         |
| 2013 | 40.000   | 18.090.000 | 0,2      | 63        | 23              | 40              | 634                   |         | 48         | 48         | 51         |
| 2016 | 47.000   | 15.775.000 | 0,3      | 49        | 19              | 30              | 959                   |         | 39         | 46         | 54         |
| 2019 | 48.430   | 15.621.350 | 0,3      | 49        | 20              | 29              | 988                   |         | 37         | 43         | 54         |